# Dégradation militaire
Pour les articles homonymes, voir Dégradation.

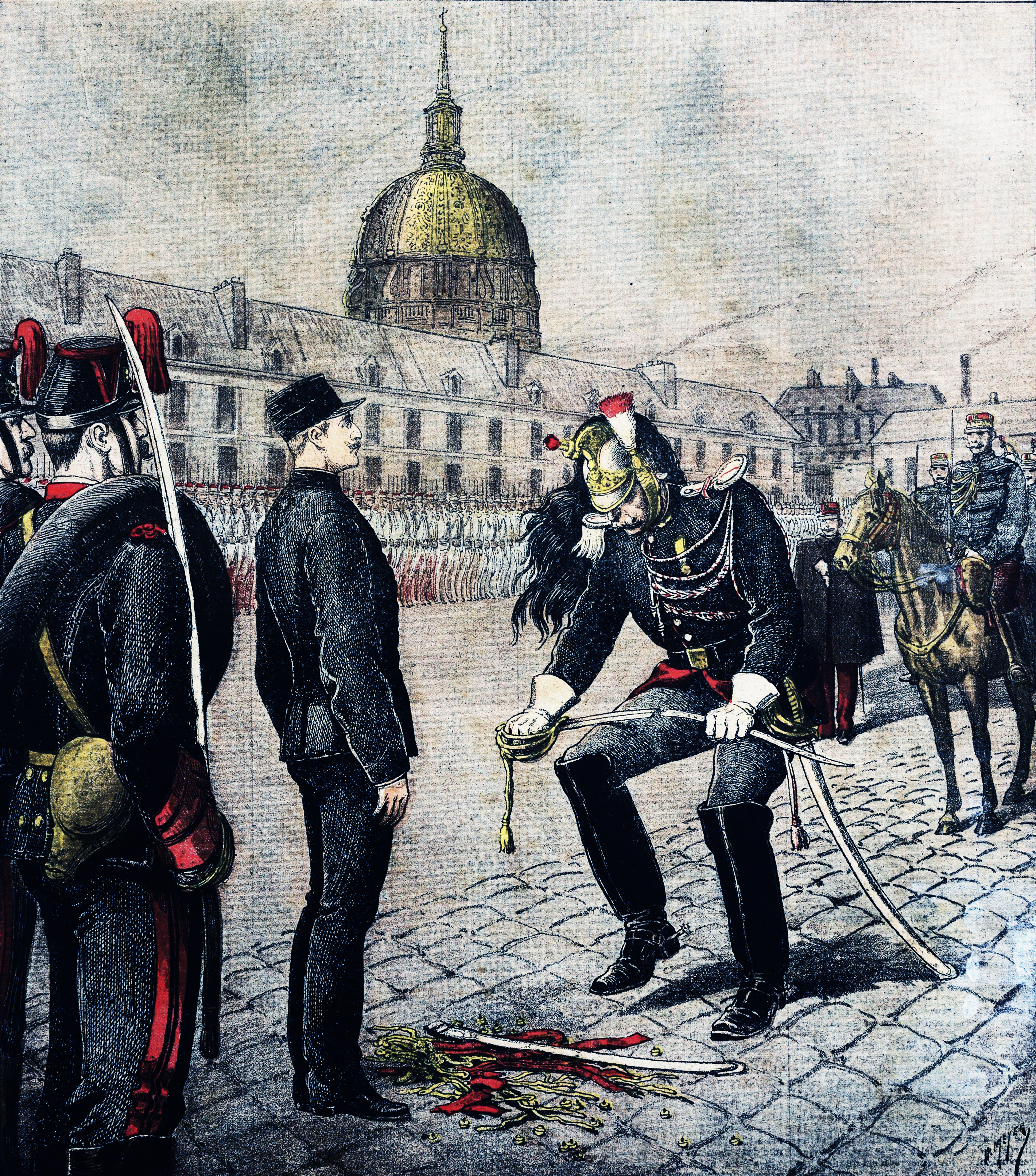
Le traître : Dégradation d'Alfred Dreyfus, dessin d'Henri Meyer paru dans Le Petit Journal du 13 janvier 1895. Le 5 janvier, le capitaine Alfred Dreyfus est dégradé dans la cour de l'École militaire.

La dégradation militaire est une cérémonie rituelle au cours de laquelle un soldat est destitué de son grade, de ses insignes, de son poste de commandement ou de sa dignité, pour raisons de discipline ou, plus grave, pour avoir nui à sa nation.

## Signification
La dégradation est associée particulièrement avec le renvoi d'officiers militaires de haut rang. Elle implique une destitution publique, avec destruction des symboles du statut social : épaulettes arrachées des épaules, badges et insignes ôtés, épée cassée en deux, casquettes et médailles jetées à terre et piétinées.
La dégradation est associée à la stigmatisation et à la disgrâce. L'expression cérémonie de dégradation est utilisée par le sociologue Harold Garfinkel pour décrire tout acte de communication publique dont l'intention est de stigmatiser le sujet comme étant indigne des privilèges normaux dont il jouissait précédemment dans la société ou dans une institution.
À l'époque où les officiers de la British Army et d'autres armées dans le monde achetaient leurs commissions, le fait d'être dégradé (en anglais : cashiered) se traduisait par le non-remboursement des montants payés pour l'achat de leurs charges.

## Juridictions

### France
La dégradation militaire était le pendant militaire de la dégradation civique, dont elle reprenait les effets.
Cette peine emportait, en plus de la dégradation civique, l'exclusion perpétuelle de l'armée, la perte du grade et du port des insignes et uniforme associés, du port des décorations, ainsi que la perte de tout droit à pension.
La manifestation la plus marquante de cette peine était la cérémonie publique devant les troupes.
Elle fut supprimée en 1965, remplacée par la perte du grade et la destitution,.

## Militaires dégradés
- Alfred Dreyfus (pendant l'affaire Dreyfus),
- Charles de Gaulle (par le tribunal militaire de Clermont-Ferrand le 2 août 1940, annulée par la Cour d'appel de Riom le 11 janvier 1945)
- Philippe Pétain
- Thomas Cochrane, 10e comte de Dundonald (après la Great Stock Exchange Fraud de 1814 (en))
- Francis Mitchell
- François Achille Bazaine